# Rivolta di Gainas
La rivolta di Gainas, avvenuta nel 399–400, costituì il tentativo del generale goto Gainas di prendere il potere a Costantinopoli, impadronendosi così del controllo dell'Impero romano d'Oriente. Il suo fallimento rappresentò la fine della dipendenza dai mercenari germanici che a lungo termine avrebbero potuto portare al crollo dall'interno dell'Impero.

## Contesto storico

### La dipendenza dell'Impero dai barbari
Negli ultimi decenni del IV secolo l'Impero romano d'Oriente, non essendo riuscito a respingerli militarmente, era stato costretto dai sommovimenti provocati dagli Unni a dover ammettere in territorio romano migliaia di profughi goti, a loro volta costretti a migrare in territorio imperiale a causa dell'espansionismo unno. I Goti, infatti, avevano inflitto all'Impero una calamitosa disfatta nella battaglia di Adrianopoli (9 agosto 378), e il nuovo Imperatore d'Oriente, Teodosio I, fu costretto a venire a patti con loro, firmando un trattato di pace, il 3 ottobre 382, che garantiva ai Goti il rango di foederati dell'Impero. In base a questo accordo fu loro concesso di insediarsi nelle due province settentrionali della diocesi di Tracia (Moesia II e Scythia Minor), dove ricevettero terre da coltivare (che comunque continuavano ad appartenere legalmente all'Impero), conservando un certo grado di autonomia dall'Impero, anche se non fu concesso loro di eleggersi un capo unico; sembrerebbe, inoltre, che ottennero l'esenzione dal pagamento delle tasse, anche se quest'ultima questione è controversa. In cambio si impegnavano ad assistere l'Impero nella difesa della frontiera del Danubio e a fornire contingenti mercenari alleati all'Impero ogniqualvolta che l'Imperatore ne avesse fatto richiesta per specifiche campagne militari. Questa politica di accomodamento con i Goti non fu condivisa da diverse personalità dell'epoca, come lo storico pagano Eunapio, che riteneva che i Goti, o almeno una loro fazione, fingessero soltanto di servire fedelmente l'Impero, ma in realtà tramassero per cagionarne la rovina dall'interno:
(Eunapio, frammento 60 (Muller).)
Come afferma Eunapio, non tutti i Goti tramavano tali infidi intrighi contro l'Impero, ma alcuni avevano deciso di servirlo fedelmente: questa fazione era capeggiata dal guerriero pagano Fravitta, mentre la fazione che tramava contro l'Impero era capeggiata da un certo Eriulfo. Intorno al 392, durante uno dei banchetti dell'Imperatore con i capi goti, Fravitta ed Eriulfo litigarono perché quest'ultimo confessò i suoi piani di tradire l'Impero: Fravitta uccise Eriulfo e quando i seguaci di quest'ultimo tentarono di vendicare il loro capo, le guardie del corpo di Teodosio intervennero salvando Fravitta. Fravitta, secondo Eunapio, servì fedelmente l'Impero fino alla fine.
Nel corso del suo regno, Teodosio ammise anche altri gruppi di Goti all'interno dell'Impero. Nel 386, sconfisse i Goti Greutungi e li insediò in Asia Minore. Furono proprio questo gruppo di Goti a rivoltarsi in seguito, capeggiati da Tribigildo.
I Goti accettarono di assistere l'imperatore Teodosio nella campagna contro l'usurpatore Eugenio, che aveva usurpato il trono d'Occidente con l'assistenza del generale franco Arbogaste in seguito alla morte in circostanze sospette dell'Imperatore Valentiniano II (392). Nella battaglia del Frigido (5-6 settembre 394), in cui Teodosio ebbe la meglio sull'usurpatore, ben diecimila foederati Goti che servivano nell'esercito di Teodosio perirono. Per questo e per altri motivi, quando, dopo la vittoria sull'usurpatore, fu concesso loro di fare ritorno nelle loro terre nella Tracia settentrionale, il malcontento nei confronti dell'Impero cominciò a serpeggiare: i Goti temevano che l'Imperatore li avesse esposti in prima linea per indebolirli in modo da annullare la loro autonomia revocando loro il rango di foederati. Quando poi, nel 395, spentosi Teodosio, i nuovi imperatori Arcadio e Onorio si rifiutarono di continuare a pagare il sussidio ai Goti, questi ultimi decisero di rivoltarsi eleggendo loro capo unico Alarico; anche questi era adirato con l'Impero in quanto Teodosio gli aveva promesso la carica di magister militum in caso di successo nella battaglia del Frigido, promessa poi non mantenuta. I Goti di Alarico, in rivolta, devastarono la Tracia e la Grecia per due anni, finché il primo ministro dell'imperatore d'Oriente Arcadio, Eutropio, non decise di concedere loro ciò che pretendevano, ovvero il rinnovo del trattato del 382 a condizioni più favorevoli per i Goti, con la concessione di nuove terre in Macedonia, e la nomina del loro capo, Alarico, a magister militum per Illyricum (397).

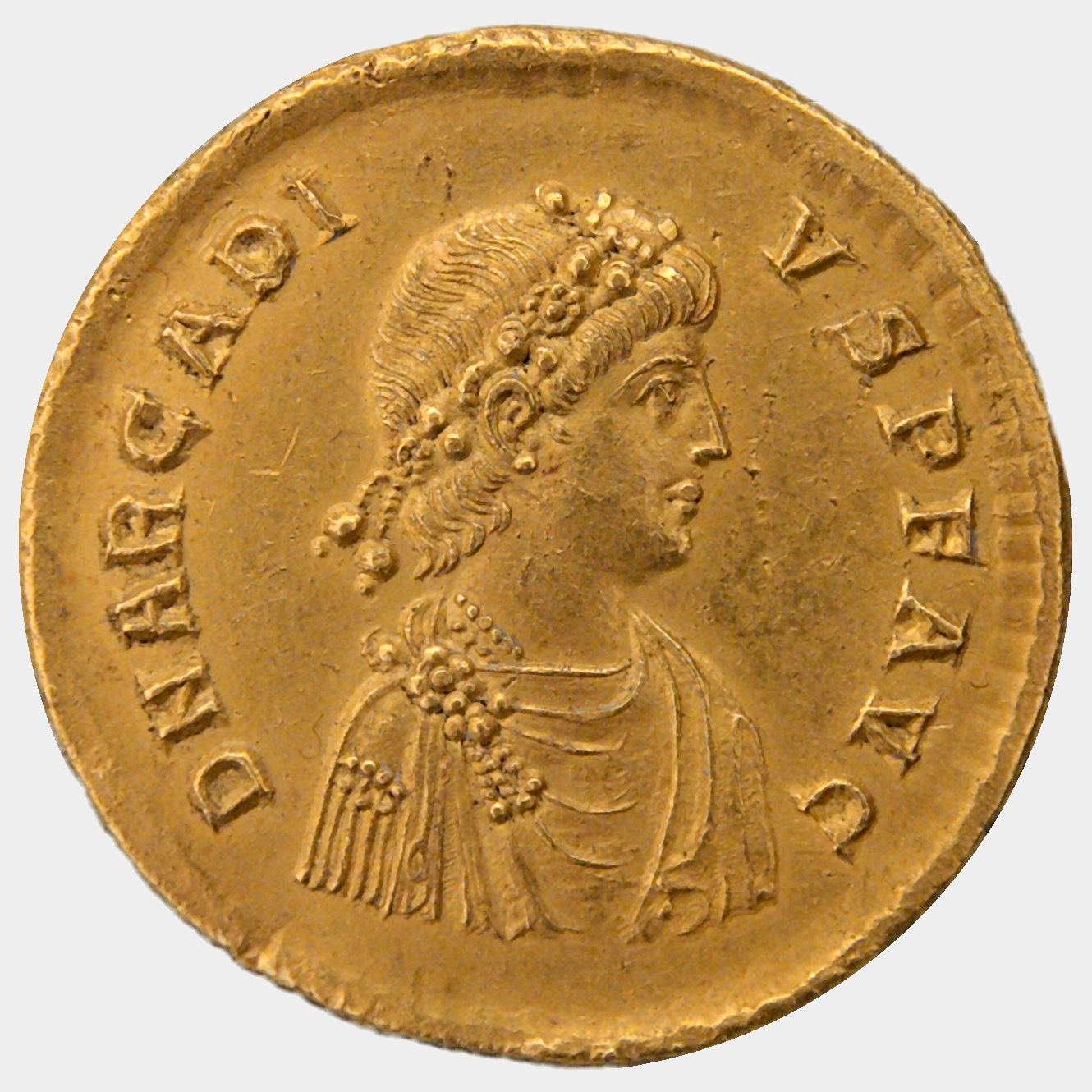
Multiplo in oro di Arcadio.

L'Impero romano, sia in Occidente che in Oriente, si stava germanizzando in misura sempre maggiore: in Occidente aveva preso il potere il generale di origini vandaliche Stilicone, che riuscì addirittura nell'impresa di diventare il reggente dell'imperatore Onorio, mentre in Oriente, a parte Alarico nominato magister militum per Illyricum, assumeva sempre più importanza a corte il generale goto Gainas. Quest'ultimo era un generale romano di origini gotiche, il quale aveva combattuto nell'esercito di Teodosio nella battaglia del Frigido, battaglia nella quale aveva avuto il comando su tutte le truppe di foederati goti, presumibilmente con la carica di comes rei militaris: dopo la battaglia, era rimasto in Italia per alcuni mesi servendo nell'esercito di Stilicone. Gainas era al seguito di Stilicone quando quest'ultimo, alla testa degli eserciti sia d'Occidente che d'Oriente, marciò in direzione di Costantinopoli con il pretesto di reprimere la rivolta dei foederati goti di Alarico. Stilicone ricevette tuttavia l'ordine da parte di Arcadio di non procedere oltre ma di ritornare in Italia e di rimandare a Costantinopoli le truppe comitatensi dell'esercito romano-orientale che avevano seguito Teodosio nella campagna contro Eugenio e che non avevano più fatto ritorno in Oriente; il generalissimo d'Occidente obbedì ma ordinò alle truppe romano-orientali, comandate da Gainas, di uccidere il prefetto del pretorio d'Oriente Rufino, rivale politico di Stilicone. Gainas e le sue truppe obbedirono all'ordine e, quando Rufino uscì dalla capitale con Arcadio per venire incontro alle truppe, esse lo circondarono e lo uccisero (27 novembre 395). Dopo l'uccisione di Rufino, che fino a quel momento era stato l'uomo più potente dell'Impero d'Oriente, a Costantinopoli prese il controllo sull'Imperatore il ciambellano eunuco Eutropio, che divenne così di fatto il reggente dell'Oriente romano. È possibile che nell'uccisione di Rufino fosse coinvolto non solo Stilicone, ma anche Eutropio, che comunque non fu meno ostile di Rufino nei confronti del generalissimo d'Occidente.

### La tirannia di Eutropio
Eutropio, assunto il potere, divenne di fatto il reggente dell'Impero d'Oriente. Il suo comportamento è descritto a tinte fosche dalle fonti, che lo accusano di corruzione e di rapacità. Zosimo, utilizzando come fonte Eunapio, lo accusa di aver cagionato la rovina di molti uomini illustri per il timore che offuscassero il suo potere o per impadronirsi dei loro beni, e tra questi cita il generale Timasio e l'ex console Abundanzio.
Rafforzata la propria autorità, Eutropio, di fronte alle rivendicazioni di Stilicone, che sosteneva che Teodosio, spirando, lo avesse nominato reggente anche di Arcadio e che avesse assegnato a Onorio l'intero Illirico, compreso l'Illirico Orientale, reagì con ostilità: dopo aver fatto dichiarare dal Senato di Costantinopoli Stilicone nemico pubblico dell'Impero d'Oriente, decise di danneggiarlo appoggiando la rivolta del comes Africae Gildone. Gildone, appoggiato da Eutropio, si rivoltò all'Impero d'Occidente interrompendo i rifornimenti di grano che la Città Eterna riceveva dall'Africa e annunciando che da quel momento avrebbe riconosciuto soltanto l'autorità di Arcadio. Stilicone, per niente intenzionato a perdere il grano dell'Africa, necessario per il sostentamento dell'Urbe, reagì prontamente inviando contro il ribelle un'armata condotta dal generale Mascezel, fratello dello stesso Gildone; questi vinse Gildone e restituì l'Africa all'Impero d'Occidente, ma al suo ritorno, Stilicone, invece di ricompensarlo, tramò la sua uccisione: mentre Mascezel stava attraversando un ponte, i soldati del suo seguito, al segnale di Stilicone, lo gettarono in acqua, uccidendolo. Stilicone probabilmente non si fidava di Mascezel e intendeva affidare il governo dell'Africa a una persona di sua fiducia, per questo lo avrebbe fatto uccidere.
Nel frattempo, poiché i generali inviati contro gli Unni che stavano devastando la Cappadocia e le province della diocesi del Ponto non stavano ottenendo risultati di rilievo, Eutropio decise di assumere di persona il comando dell'esercito: probabilmente fu nel 398 che, conducendo di persona un esercito nella campagna contro gli Unni, riuscì nell'impresa di espellerli dalle province romane; Eutropio tornò trionfante a Costantinopoli e fu premiato con il consolato per l'anno successivo (399). Non appena la corte d'Occidente fu informata della nomina a console di Eutropio per l'anno 399, essa rimase scandalizzata, ritenendo che nominare console un eunuco fosse una cosa inaudita, una violazione intollerabile della tradizione dei Fasti consulares. Claudiano, panegirista di Stilicone, proprio nel 399, scrisse un poema contro Eutropio, In Eutropium, una sorta di libello che descriveva, in modo molto parziale, tutte le malefatte compiute dal primo ministro di Arcadio. L'Occidente romano rifiutò di riconoscere il consolato di Eutropio.
Eutropio era ormai inviso alla corte di Costantinopoli. Due fazioni lo minacciavano: la prima era costituita dai Goti sotto il comando di Gainas, un generale di origini gotiche sostenitore di Stilicone (con cui probabilmente aveva mantenuto i contatti) che, sentendosi scarsamente considerato dall'eunuco, aveva intenzione di provocarne la caduta; la seconda fazione era rappresentata dal partito antigermanico.

### Il partito antigermanico
Secondo la ricostruzione di molti degli studiosi moderni, a Costantinopoli e in altre parti dell'Impero si sarebbe sviluppato una sorta di partito antigermanico, ostile all'eccessivo imbarbarimento dell'esercito. Questo partito antigermanico, costituito da senatori e ministri legati alle tradizioni romane, si sarebbe opposto al governo di Eutropio, accusato di essere troppo accondiscendente nei confronti di Alarico e dei foederati goti. Si ritiene che a capo di questo partito vi fosse Aureliano. Secondo la ricostruzione tradizionale della storiografia moderna, sembrerebbe che, in contrapposizione al partito antigermanico, vi fosse comunque anche un partito germanico, che appoggiava Gainas ed era condotto da un politico di cui è ignoto il vero nome, in quanto Sinesio di Cirene, filosofo e letterato proveniente dalla Cirenaica, gli affibbia un nome allegorico, Tifone. Di questi Sinesio parla in una sua opera, Aegyptius, sive de Providentia, in cui descrive la contesa per il trono di Egitto tra Osiride e Tifone: Osiride è Aureliano, mentre Tifone non può essere identificato, essendo noto solo il suo nome allegorico; il trono d'Egitto è un'allegoria per la prefettura del pretorio d'Oriente. Nella corsa per il potere politico, Tifone si alleò con il partito germanico, che lo accolse in quanto romano di buona famiglia e reputazione. Alcuni studiosi hanno tuttavia messo in discussione l'esistenza di un partito antigermanico e di un partito germanico, interpretando in maniera alternativa la rivolta di Gainas.
Sinesio, intorno al 397-399, si recò a Costantinopoli e recitò all'Imperatore un suo componimento in cui esortava l'Imperatore a espellere i Barbari dall'esercito romano:
(Sinesio, De regno, 14-15.)

## La rivolta di Tribigildo
Il governo di Eutropio ben presto trovò l'opposizione non solo del Senato di Costantinopoli, ostile all'imbarbarimento dell'esercito oltre che ai misfatti dell'eunuco, ma anche dei generali goti Gainas e Tribigildo, che si sentivano messi in secondo piano da Eutropio. Tribigildo era il comandante delle truppe mercenarie gotiche greutunge di stanza nella Frigia, in Asia Minore, e in quel momento si trovava a Costantinopoli. Secondo Claudiano, Tribigildo provava dei risentimenti nei confronti di Eutropio perché a suo dire non era stato sufficientemente ricompensato per i servigi prestati all'Impero, e per tale motivo decise di rivoltarsi. Stando a quanto narra Zosimo, Gainas, provando risentimento nei confronti di Eutropio e intendendo prenderne il posto come reggente di fatto dell'Impero, si sarebbe accordato con Tribigildo per cagionare la rovina dell'eunuco: Tribigildo avrebbe lasciato Costantinopoli con il pretesto di passare in rassegna le sue truppe, ma non appena tornato a Nacolia, in Frigia, si rivoltò insieme ai suoi soldati, cominciando a devastare le province dell'Asia Minore. In realtà, a parte il resoconto prevenuto di Zosimo, tratto dall'opera perduta di Eunapio, non esistono prove concrete che Gainas e Tribigildo fossero alleati fin dall'inizio. Probabilmente Tribigildo si rivoltò senza essere stato sobillato a sua volta da Gainas, e quest'ultimo avrebbe deciso solo successivamente di sfruttare a suo vantaggio la rivolta per tramare la rovina di Eutropio. In ogni modo, gli abitanti della Lidia furono costretti dall'assalto dei Goti in rivolta a fuggire sulle isole limitrofe, e ben presto l'Asia Minore divenne una scena di universale desolazione.
Arcadio, informato della rivolta, lasciò che Eutropio se ne occupasse, e questi, dopo aver tentato invano la via diplomatica cercando di riconciliarsi con il generale ribelle, affidò la spedizione contro Tribigildo ai generali Gainas e Leone, con il proposito di spedire il primo in Tracia e nell'Ellesponto, con l'incarico di impedire ai ribelli di attraversare l'Ellesponto e passare così in Europa, e il secondo in Asia Minore, per andare incontro all'esercito nemico di Tribigildo e affrontarlo in battaglia. Secondo Claudiano, Leone era un generale estremamente inetto: non era in grado di mantenere la disciplina delle proprie truppe, né si curava di far marciare la cavalleria davanti alla fanteria, né si curava di scegliere un terreno adatto per gli accampamenti, né si curava di cambiare le sentinelle, né si curava di far mandare esploratori per scoprire quali strade percorrere e quali evitare. Zosimo concorda con Claudiano sull'inettitudine di Leone, asserendo che ottenne il posto come generale solo in quanto uno dei favoriti di Eutropio. Gainas a sua volta fu presto sospettato di essere in accordo con Tribigildo: Claudiano asserisce che i Goti che devastavano l'Asia e la Lidia facevano affidamento non solo sul proprio valore o sul loro numero, «ma il tradimento e la debolezza dei nostri comandanti li assistono», un riferimento al comportamento sospetto di Gainas, oltre che all'inettitudine di Leone. Il resoconto prevenuto di Zosimo è pieno di presunti atti proditori che Gainas avrebbe compiuto per favorire Tribigildo. L'inserimento nella narrazione, da parte di Zosimo, di questo operare subdolo di Gainas per favorire Tribigildo appare però poco attendibile da parte della storiografia moderna, la quale ritiene che Gainas e Tribigildo si allearono solo successivamente, a rivolta in corso, o addirittura non lo fecero mai.
Nel frattempo, Leone rimaneva inerte nei pressi dell'Ellesponto, non osando scontrarsi con i ribelli: Zosimo narra che egli adduceva a pretesto della propria inazione il timore che le truppe ribelli avrebbero devastato le campagne nelle vicinanze dell'Ellesponto se si fosse allontanato da quel luogo. E così Tribigildo continuava a devastare le province dell'Asia Minore, senza trovare esercito che vi si opponesse. Tuttavia, mentre conduceva le truppe nella Pamfilia, regione contigua alla Pisidia, si trovò a percorrere sentieri difficili e non praticabili dai cavalli, esponendosi a imboscate. E sebbene non vi fosse alcun esercito ad arrestarlo, un abitante di Selga, cittadina della Pamfilia, di nome Valentino, si mise a capo di un esercito di contadini, con il quale tese un'imboscata ai ribelli. Valentino condusse il suo esercito improvvisato su poggi sovrastanti i sentieri e, al passaggio delle truppe di Tribigildo per questi sentieri, ordinò di prenderli a sassate; l'imboscata ebbe successo e Tribigildo perse molti soldati nel corso dell'attacco subito. Un'ulteriore difficoltà per Tribigildo era costituita dal fatto che il termine del sentiero era presidiato da truppe romane condotte da un certo Fiorenzo; Tribigildo, tuttavia, lo corruppe e ottenne di poter uscire dal passo, ma con l'esercito decimato dall'imboscata: solo trecento soldati erano sopravvissuti. Come se non bastasse, molti degli abitanti delle città della regione, prese le armi, lo rinserrarono con i suoi trecento soldati tra i fiumi Melane e Eurimedonte, l'uno che scorre oltre Sida e l'altro per Aspendo. Il generale Leone accorse con il suo esercito per fronteggiare Tribigildo, che tuttavia ottenne una vittoria inaspettata riuscendo ad avere la meglio su Leone, che, secondo Claudiano, rimase ucciso nel corso dello scontro. Claudiano, panegirista di Stilicone, attribuisce la sconfitta di Leone completamente alla sua inettitudine. Zosimo, invece, afferma che Tribigildo avrebbe ottenuto la sua vittoria su Leone grazie alla collusione con Gainas, che avrebbe ordinato ai suoi soldati goti, che aveva inviato come rinforzi a Leone, di assalire a tradimento l'esercito di Leone durante la battaglia decisiva, favorendo la vittoria di Tribigildo. Tuttavia diversi studiosi ritengono i presunti piani proditori attribuiti a Gainas e Tribigildo da Zosimo troppo difficili da attuare effettivamente e tengono in considerazione anche il fatto che la loro realizzazione avrebbe esposto Gainas a un rischio troppo notevole: infatti, per portare a termine questi piani, Gainas avrebbe dovuto sfruttare a proprio vantaggio troppe imponderabilità, con il rischio di perdere il controllo della situazione.

## La caduta di Eutropio
Nel frattempo Gainas, nel riferire ad Arcadio lo sviluppo della situazione, lo avvertì che Tribigildo minacciava di giungere fino all'Ellesponto e assediare la stessa Costantinopoli, e pertanto gli consigliò di negoziare con il ribelle, consiglio che fu accolto dall'Imperatore. Tribigildo affermò che avrebbe posto fine alla rivolta solo a condizione che Eutropio fosse stato destituito dal potere. Gainas consigliò Arcadio di accettare, e l'Imperatore, anche per insistenze dell'imperatrice Eudossia, che detestava l'eunuco, ordinò che Eutropio fosse privato della posizione elevata a corte e di tutti i suoi onori. Eutropio tentò di rifugiarsi nella Basilica di Santa Sofia, chiedendo il diritto d'asilo, ma, poiché Gainas insisteva che Tribigildo non avrebbe fermato le sue razzie se Eutropio non fosse stato inviato il più lontano possibile dalla capitale, Arcadio decise di violare il diritto d'asilo delle chiese; quando i soldati di Arcadio entrarono in Santa Sofia, il patriarca di Costantinopoli Giovanni Crisostomo si frappose tra l'eunuco e i soldati, ma Eutropio alla fine accettò di uscire a patto di non essere giustiziato; Eutropio fu condannato all'esilio a Cipro, il suo nome fu cancellato dai Fasti consulares, le statue in bronzo e marmo innalzate in suo onore furono rimosse, e tutte le sue proprietà furono confiscate. Ma Gainas, mettendo l'Imperatore alle strette, insisteva che Eutropio andasse giustiziato: alla fine gli amministratori dell'Impero, violando con sofismi il giuramento fatto all'eunuco nel convincerlo ad uscire dalla chiesa, che non sarebbe stato giustiziato, lo condussero a Calcedonia, dove lo giustiziarono. Il motivo ufficiale per cui Eutropio fu richiamato da Cipro per essere processato e giustiziato fu, secondo quanto narra Filostorgio, l'accusa di aver fatto uso, durante il suo consolato, di quei ornamenti che nessuno tranne l'Imperatore poteva legalmente utilizzare. Filostorgio narra inoltre che il processo avvenne nel Pantichium, e che la giuria era composta dal prefetto del pretorio d'Oriente Aureliano e da altri magistrati: Eutropio fu ritenuto colpevole dei reati imputatogli e condannato alla decapitazione.
La rovina di Eutropio coincise con quella di Eutichiano, Prefetto del pretorio d'Oriente e uno dei suoi sostenitori. Prese il suo posto Aureliano, che, almeno inizialmente, collaborò con Gainas, provocando la rovina dei principali sostenitori di Eutropio; tuttavia, evidentemente, alcuni provvedimenti di Aureliano non trovarono il gradimento di Gainas, che decise quindi di tramare la sua destituzione. Secondo la maggior parte degli studiosi, che si basano sulle opere di Sinesio, Aureliano avrebbe perseguito una politica antigermanica, il che gli avrebbe messo contro Gainas; secondo altri, invece, Aureliano avrebbe continuato, come Eutropio, a mettere in secondo piano Gainas, non concedendogli cariche di rilievo, e ciò avrebbe spinto Gainas a tramarne la destituzione.

## Gainas prende il potere
Nel frattempo, Gainas fu inviato a concludere gli accordi tra l'Imperatore e Tribigildo, ma, non essendo soddisfatto perché al posto di Eutropio avevano preso il potere personalità a lui sgradite, decise di marciare su Costantinopoli al fine di ottenere la loro destituzione: secondo il resoconto prevenuto di Zosimo, Gainas retrocedette per la Frigia e la Lidia, seguito da Tribigildo che non si degnò nemmeno di volgere lo sguardo a Sardi, metropoli della regione. Sempre secondo Zosimo, Gainas e Tribigildo si sarebbero radunati nei pressi della città di Tiatira, e in tale occasione Tribigildo si sarebbe mostrato pentito di non aver devastato Sardi quando ne aveva avuto l'occasione, e avrebbe stabilito dunque, tornandovi con Gainas, di espugnarla; ma i suoi piani sarebbero stati rovinati dalla pioggia che avrebbe gonfiato a tal punto i fiumi da impedirne il valico, impedendo a Tribigildo di assalire la città. Gainas si avviò quindi per la Bitinia, e Tribigildo in direzione dell'Ellesponto, concedendo ai loro barbari di saccheggiare i territori percorsi. Arrivato l'uno a Calcedonia e l'altro nel terreno a frontiera di Lampsaco, essendo ora Costantinopoli minacciata dai ribelli barbari dell'esercito romano, Gainas chiese e ottenne che si recasse presso di lui lo stesso Arcadio, dichiarando di non voler negoziare con nessun altro. Arcadio, recatosi a Calcedonia, nella chiesa della martire Eufemia, negoziò e concluse gli accordi con Gainas e Tribigildo: Gainas ottenne che gli fossero consegnati le più eminenti personalità dell'Impero affinché venissero giustiziati: tra costoro vi erano Aureliano, console per l'anno 400, Saturnino, consolare, e Giovanni; in seguito all'intercessione del Patriarca di Costantinopoli, la loro pena fu però commutata in esilio. Gainas, nel tornare a Costantinopoli, ordinò a Tribigildo di seguirlo: a questo punto ci si aspetterebbe che, se Gainas e Tribigildo fossero stati davvero in collusione, come sostenuto da Zosimo, quest'ultimo avrebbe tratto benefici dal trionfo di Gainas: invece, Zosimo non cita più Tribigildo nella sua narrazione, mentre Filostorgio attesta che «dopo aver subito molte perdite, Tribigildo fuggì all'Ellesponto e, da qui passando in Tracia, fu ucciso poco tempo dopo».
Posto fine ai saccheggi, Gainas tornò a Costantinopoli, dove ottenne con un editto imperiale la prestigiosa carica di comandante sia della fanteria che della cavalleria (magister utriusque militiae), divenendo di fatto la personalità più potente dell'Oriente romano. Una volta destituito Aureliano, impose al suo posto il suo candidato, probabilmente da identificarsi con Cesario, che divenne pertanto Prefetto del pretorio d'Oriente. Non accontentandosi di ciò, essendo di fede ariana, Gainas presentò all'imperatore Arcadio la richiesta che anche gli Ariani possedessero una loro chiesa nella capitale: asserì che trovava scomodo dover uscire dalla città per recarsi a pregare semplicemente perché ariano. La sua richiesta trovò però l'opposizione del patriarca di Costantinopoli Giovanni Crisostomo, il quale radunò nel palazzo imperiale tutti i vescovi presenti nella capitale e con essi conferì a lungo alla presenza dell'Imperatore e di Gainas, rimproverando a quest'ultimo di essere uno straniero e un fuggitivo, e ricordandogli che aveva giurato fedeltà all'Imperatore e ai Romani, le cui leggi stava tentando di rendere impotenti. Dopo questo discorso, mostrò la legge promulgata da Teodosio I, in cui veniva proibito agli eretici di possedere una chiesa dentro le mura della capitale; rivolgendosi poi all'Imperatore lo esortò a non abrogare le leggi contro gli eretici e asserì che sarebbe stato preferibile venire detronizzato piuttosto che compiere una tale empietà contro la Chiesa.

## L'insurrezione di Costantinopoli
La tirannia di Gainas durò pochi mesi. Il generale goto era inviso sia alla corte che nella città e ben presto si diffusero voci che Gainas stesse tramando qualcosa a danni della capitale. Secondo i resoconti ostili di Socrate e Sozomeno, Gainas avrebbe tentato di depredare i banchieri, che tuttavia, sospettando i suoi piani, furono abbastanza accorti da nascondere le loro sostanze, e addirittura progettato di incendiare il palazzo imperiale. Probabilmente queste voci erano infondate: le fonti riguardanti la rivolta di Gainas furono scritte dopo il 410 e tentano di presentare Gainas come una sorta di Alarico, un barbaro la cui mira era quella di occupare e saccheggiare la capitale dell'Impero. Tuttavia, non va dimenticato che Alarico saccheggiò Roma solo come misura estrema, quando le sue precedenti negoziazioni con Onorio per ottenere un insediamento per i Goti all'interno dell'Impero e per sé la carica di magister militum, erano fallite; invece, Gainas era stato appena nominato magister militum praesentalis ed era diventata la personalità più potente dell'Impero d'Oriente, e non avrebbe avuto alcuna ragione per tramare il saccheggio di Costantinopoli.
Zosimo sostiene che Gainas avrebbe disperso i soldati destinati a difendere la capitale, spogliando Costantinopoli delle stesse scholae (guardia imperiale): sempre secondo Zosimo, Gainas avrebbe operato in questo modo con l'intenzione proditoria di impossessarsi di Costantinopoli e, a tal fine, avrebbe esortato le sue truppe gotiche ad assalire la capitale al suo segnale, una volta sguarnita di difensori. Diversi studiosi, basandosi su Zosimo, hanno sostenuto che Gainas avrebbe occupato militarmente la Capitale con 35 000 truppe gotiche, tesi negata da altri studiosi. Alcuni studiosi hanno tuttavia messo in dubbio le affermazioni di Zosimo, facendo notare che lo stesso Zosimo si contraddice citando nel seguito della narrazione la presenza di scholae nella capitale, e che inoltre non ci sono prove che effettivamente Gainas tramasse tali intrighi. Contro l'affermazione di Zosimo secondo cui Gainas avrebbe spogliato la Capitale delle Scholae, si può far notare che le scholae erano sotto la supervisione di tribuni che dipendevano direttamente dall'Imperatore e appare implausibile che Arcadio avesse accettato di privarsi di loro. Contro l'affermazione che Gainas avrebbe riempito di truppe gotiche la Capitale, inoltre, si può far notare che, in genere, le truppe del magister militum praesentalis non risiedevano a Costantinopoli, bensì nei dintorni della capitale, e del resto la presenza di un numero consistente di truppe gotiche a Costantinopoli sarebbe stato più di impaccio che di qualche utilità effettiva per Gainas. Più probabilmente, in seguito alla presa al potere di Gainas, l'ostilità dei cittadini non goti di Costantinopoli nei confronti dei civili goti nella capitale e per lo stesso Gainas fece sì che i civili goti, temendo per la propria sicurezza, tentassero segretamente di lasciare la capitale, per evitare attacchi ai loro danni. Lo stesso Gainas, trovando ormai insicura la situazione, lasciò Costantinopoli ritirandosi in un borgo lontano da essa quaranta stadi, con il pretesto di riposarsi dalle imprese belliche che lo avevano logorato. Ma i Goti nella capitale, molto probabilmente dei civili in quanto avevano il divieto di portare le armi, furono scoperti dalle guardie portare delle armi e, quando le guardie tentarono di confiscarle, i Goti le uccisero. La scoperta delle armi portate dai Goti suscitò il sospetto nella popolazione che Gainas intendesse saccheggiare la città: si sospettò che Gainas si fosse ritirato a quaranta stadi da Costantinopoli per attendere il momento di ritornare nella Capitale una volta che i civili goti segretamente armati gli avrebbero aperto a tradimento le porte, al segnale convenuto; inoltre si sospettò che i Goti avrebbero tentato di lasciare la città segretamente in modo che i soldati di Gainas la potessero incendiare senza pericolo per i civili goti fatti prontamente evacuare. Probabilmente fu la mattina successiva, forse in seguito all'episodio della mendicante narrato da Sinesio, che la popolazione inferocita, assistita dalle Scholae, si avventò contro tutti i civili goti presenti a Costantinopoli e ne uccisero molti. Zosimo narra che, contemporaneamente al massacro, i soldati di Gainas tentassero di assalire le mura di Costantinopoli: Zosimo, prevenuto nei confronti di Gainas, sostiene che tale assalto facesse parte del piano del generale goto di saccheggiare Costantinopoli, ma potrebbe essere interpretato alternativamente come un tentativo disperato da parte dei soldati goti di entrare nella capitale per sventare il massacro. All'incirca settemila goti, sopraffatti dalla popolazione, cercarono rifugio in una chiesa, chiedendo asilo, ma per ordine dell'imperatore Arcadio furono comunque massacrati (12 luglio 400).
In seguito all'insurrezione di Costantinopoli, Gainas si accampò nelle vicinanze della capitale, minacciando di cingerla d'assedio. In queste circostanze, sembrerebbe che il Prefetto del pretorio d'Oriente, chiamato da Sinesio con il nome allegorico di Tifone ma che probabilmente è da identificarsi con Cesario, tentò di negoziare con Gainas, cercando di ricomporre i dissidi tra lui e Costantinopoli. Solo dopo alcuni giorni di negoziazione, di fronte al fallimento delle trattative, Arcadio avrebbe preso la decisione di proclamare Gainas nemico pubblico dell'Impero. Gainas comunque rinunciò ad attaccare Costantinopoli a causa della resistenza delle mura della Capitale, che rendevano assai arduo espugnarla.

## La battaglia decisiva
Gainas, dichiarato nemico pubblico dell'Impero, decise di assalire con le truppe rimanenti le campagne della Tracia, ma non poté accumulare molto bottino avendo gli abitanti trasportato i loro beni nelle città, ben difese dai magistrati e dagli abitanti. Abbandonata la Tracia, si diresse verso il Chersoneso per attraversare l'Ellesponto e invadere l'Asia Minore. Nel frattempo, l'imperatore Arcadio e il senato di Costantinopoli decisero, di comune accordo, di affidare la guerra contro Gainas a Fravitta, un generale di origini gotiche e di fede pagana, che finora aveva sempre servito fedelmente l'Impero, avendo liberato già in passato dalle scorrerie dei briganti la Cilicia, la Fenicia e la Palestina. A Fravitta fu affidato il compito di impedire a Gainas di attraversare l'Ellesponto. Fravitta, visionate le truppe, le istruì tenendole in continuo esercizio delle armi, e dopo averle ben addestrate, volse contro il nemico. Al contempo, non trascurò l'importanza della marina militare, che sarebbe stata determinante nell'impedire al nemico il passaggio in Asia attraverso l'Ellesponto; fece pertanto allestire delle liburne per impiegarle nel corso dello scontro con Gainas.
Nel frattempo, Gainas, essendo intenzionato ad attraversare lo stretto nel punto in cui il viaggio via mare sarebbe stato minore, fece tagliare del legname in una foresta del Chersoneso, e con esso fece costruire delle imbarcazioni rudimentali, con le quali intendeva tentare la traversata. Gainas rimase egli stesso sulla costa, nelle speranze di ottenere una vittoria; ma le rudimentali zattere di Gainas non potevano competere con le liburne di Fravitta, e quest'ultimo poté agevolmente impedire alle zattere nemiche di completare la traversata, affondandone molte. Gainas, non essendogli riuscita l'impresa e avendo perso molti dei suoi soldati, evacuò il Chersoneso, fuggendo in Tracia e dirigendosi verso il Danubio, con l'intenzione di ritirarsi nella sua antica nazione per trascorrervi il resto dei suoi giorni (23 dicembre 400).
Fravitta decise di non inseguire un nemico già vinto, ma Gainas fu attaccato dagli Unni di re Uldino e da questi ucciso. Uldino inviò la testa di Gainas all'imperatore Arcadio e chiese di entrare in alleanza con i Romani: Arcadio accettò e fu così che Uldino divenne alleato dei Romani (3 gennaio 401).

## Conseguenze

### Reazioni immediate
Dopo la vittoria su Gainas, Fravitta tornò a Costantinopoli dove festeggiò il suo trionfo. Alcuni maligni lo rimproverarono per non aver voluto inseguire Gainas dopo la vittoria, permettendogli di fuggire, accusandolo di stoltezza e goffaggine e sostenendo che Fravitta sapeva vincere ma non approfittare della vittoria; questi maligni addirittura insinuarono il tradimento sostenendo che Fravitta avrebbe lasciato fuggire Gainas perché suo connazionale. Incurante delle voci dei maligni, Fravitta si recò alla reggia tutto lieto e festivo e la sua vittoria venne celebrata. L'imperatore Arcadio chiese a Fravitta quale ricompensa desiderasse per la vittoria, e questi chiese semplicemente che gli fosse permesso di celebrare riti pagani; l'Imperatore non solo acconsentì, ma gli conferì persino il consolato per l'anno 401. Fravitta provvedette immediatamente a intervenire contro dei disertori, che, fingendosi Unni, stavano devastando la Tracia, sconfiggendoli.
Nel frattempo gli esiliati da Gainas poterono tornare nella capitale. Zosimo narra che i carcerieri, probabilmente dopo aver ricevuto la notizia dell'insurrezione di Costantinopoli, temendo di essere puniti, una volta sbarcati in Epiro permisero ai prigionieri di fuggire; Zosimo asserisce però che secondo un'altra versione i prigionieri corruppero i carcerieri con del denaro affinché li liberassero. In ogni modo gli esiliati riuscirono a raggiungere Costantinopoli, venendo ricevuti alla corte imperiale e al senato, probabilmente nell'autunno 400.
La vittoria di Fravitta su Gainas fu celebrata con l'erezione della Colonna di Arcadio nel 402, in cui alcuni fregi raffiguravano la battaglia navale che fu cagione della disfatta di Gainas. La vittoria di Fravitta su Gainas fu, inoltre, celebrata da due poemi epici. Eusebio Scolastico, discepolo del sofista Troilo e testimone oculare della guerra, scrisse la Gainia, un poema epico in quattro libri; quest'opera, a dire di Socrate Scolastico, gli permise di acquisire molta fama. Inoltre anche il poeta Ammonio scrisse un componimento in versi sempre relativo alla rivolta di Gainas, che fu recitata di fronte all'Imperatore nel corso del sedicesimo consolato di Teodosio II (figlio di Arcadio), nel 437. Entrambe le opere, tuttavia, si sono perdute.
I rapporti con Stilicone e con l'Impero romano d'Occidente, fino a quel momento piuttosto ostili, migliorarono relativamente, come attestato dal fatto che Stilicone riconobbe il console orientale per gli anni dal 401 al 403, e dalla stessa Colonna di Arcadio, che raffigurava i due imperatori Arcadio e Onorio in concordia tra di loro, nonché da alcune omelie di Severiano di Gabala. Ma questa relativa concordia non fu destinata a durare a lungo: in seguito anche alla vicenda della deposizione del patriarca di Costantinopoli Giovanni Crisostomo, non approvata dall'Occidente romano, i rapporti tra i due Imperi peggiorarono di nuovo, come attestato dal mancato riconoscimento da parte di Stilicone del console per l'anno 404, e da alcune lettere ostili di Onorio destinate ad Arcadio. Fravitta accusò Giovanni, uno dei ministri di Arcadio, di aver fomentato la discordia tra le due parti dell'Impero: i presenti a tale conversazione annuirono alle parole di Fravitta, trovandole molto sagge, ma poi, avendo timore di Giovanni, il quale era molto influente presso l'Imperatrice, lasciarono che quest'ultimo si vendicasse, e così Fravitta fu giustiziato. Nella caduta in disgrazia e uccisione di Fravitta sembra aver rivestito un ruolo fondamentale un certo Ierace, un funzionario corrotto di origini alessandrine e governatore della Pamfilia: questi, a quanto pare, investigando, trovò o fabbricò presunte prove del tradimento di Fravitta, il che permise a Giovanni di poterlo giustiziare. Ierace, dopo essersi arricchito con la corruzione a spese della popolazione della Pamfilia, fu poi punito per i suoi misfatti: il vicario Erenniano lo accusò di corruzione e lo condannò al pagamento di quattromila libbre d'oro.

### Impatto nella storia
L'episodio fu di importanza fondamentale per la storia romana. La rovina di Gainas determinò la liberazione dell'Impero romano d'Oriente dai foederati barbari; dopo la rovina di Gainas, Alarico fu privato della carica di magister militum per Illyricum e fu costretto a cercare un insediamento per il suo popolo altrove; probabilmente Arcadio sfruttò l'alleanza con gli Unni di Uldino per costringere i Goti di Alarico a sloggiare dalle province dell'Oriente romano. Alarico, disperando di riuscire a raggiungere un nuovo accordo con Arcadio, decise quindi di invadere le province dell'Occidente romano, sperando di riuscire a costringere Onorio a concedere ai Goti di insediarsi, in qualità di foederati, in una provincia dell'Impero d'Occidente. L'Impero d'Oriente riuscì così a liberarsi dei Goti di Alarico, che diventarono da quel momento in poi un problema dell'Impero d'Occidente. Non vi fu comunque un'epurazione dei Barbari dai ranghi dell'esercito, come era stato sostenuto in passato dai sostenitori della teoria del partito antigermanico. Anche dopo la vittoria su Gainas, i Barbari continuarono a dare un importante contributo all'esercito romano-orientale, ma non più come tribù semiautonome e sostanzialmente non sottomesse insediatesi all'interno dei confini in qualità di Foederati e guidate in battaglia dai loro capi tribù, bensì come truppe ben integrate nell'esercito regolare e poste sotto il comando di generali romani, eventualmente anche di origini barbariche. Secondo JB Bury, inoltre, la sconfitta di Gainas fu importante anche perché Stilicone non poteva più sperare di interferire negli affari orientali tramite i Goti dell'esercito orientale. L'Impero d'Oriente, liberandosi dall'influenza dei foederati, riuscì così a preservarsi dalla rovina, cosa che invece non riuscì all'Occidente romano, che sarebbe caduto nel 476 proprio in seguito a una rivolta di foederati condotti da Odoacre.